# سارا جوزفين بيكر
سارا جوزفين بيكر (بالإنجليزية: Sara Josephine Baker)‏ هي طبيبة أمريكية، ولدت في 15 نوفمبر 1873 في بكبسي في الولايات المتحدة، وتوفيت في 22 فبراير 1945 في نيويورك في الولايات المتحدة.

## وصلات خارجية
- سارا جوزفين بيكر على موقع الموسوعة البريطانية (الإنجليزية)